# 丹尼尔·卡拉汉
丹尼尔·贾德森·卡拉汉（英語：Daniel Judson Callaghan，1890年7月26日—1942年11月13日），美国海军少将，荣誉勋章受勋者。卡拉汉是资深的炮术和航海专家，1911年毕业于美国海军学院，军旅生涯长达三十余年，其中有二十余年先后在不同军舰上服役，并参与过两次世界大戰。第一次世界大战期间曾随新奥尔良号巡洋舰赴欧洲参战，担任舰队護航等任务。两次大战间期，卡拉汉因其资深履历，担任总统富兰克林·罗斯福的海军事务助理。
1941年太平洋战争前夕，卡拉汉重返前线，开始指挥旧金山号重巡洋舰，1942年升任南太平洋战区参谋长。1942年11月13日瓜达尔卡纳尔岛海战首夜，卡拉汉指挥第67特遣舰队第4支队于萨沃岛海域迎击前来炮轰瓜岛亨德森机场的日军舰队，在敌众我寡的混战中因座舰旧金山号遭日舰舰炮击中阵亡，后追授荣誉勋章。他是美国海军在第二次世界大战中殉职的第三位将军。美军有两艘驱逐舰以他的名字命名。其弟威廉·卡拉汉曾任密苏里号战列舰首任舰长，战后官至中将。

## 早年生涯
丹尼尔·卡拉汉1890年7月26日出生于加利福尼亚州旧金山一个虔诚的天主教会家庭，其祖上来自爱尔兰科克市。祖父老丹尼尔·卡拉汉在爱尔兰大饥荒期间移民美国安家立业。父亲查尔斯·卡拉汉是一名商人，受过良好教育。他和妻子萝丝为新生的儿子取名丹尼尔，以示对其爱尔兰父辈的纪念。丹尼尔是家中的长子，他还有三个弟弟和一个妹妹。他在奥克兰的圣伊丽莎白寄宿学校接受早期教育，后以教会成员的身份就读圣依纳爵学院。完成高中学业后，卡拉汉于1907年考入安纳波利斯的美国海军学院，并于1911年以193名中位列第38名的成绩毕业，与日后在瓜岛海战中一同出生入死的指挥官诺曼·斯科特同期。毕业后的卡拉汉首先分配到加利福尼亚号装甲巡洋舰，担任舰上8英寸（203）主炮炮塔的指挥官。1912年5月，卡拉汉晋升为海军少尉。

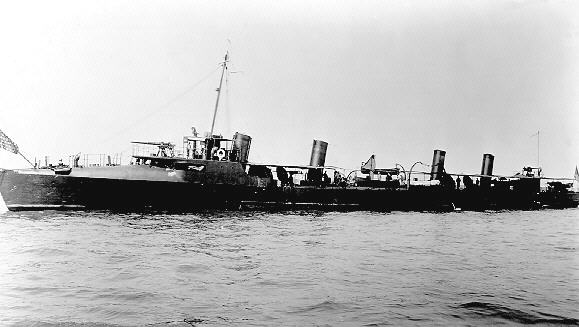
特鲁斯顿号驱逐舰，卡拉汉指挥的第一艘军舰

1913年6月，卡拉汉调至特魯斯頓號驅逐艦担任鱼雷炮术长兼领航员，并于1915年5月提拔至中尉。上任伊始，他就因其严于律己的个人作风闻名于全区舰队：他勤劳踏实、严格戒酒并且定时参加弥撒。同时，他在舰炮炮术方面也开始崭露头角。愛達荷號战列舰舰长普林格（Joel Pringle）日后这么评价这位下属：“他（卡拉汉）对任务的专注、合理的判断以及激发忠诚的个人魅力，使得全舰火炮的射击效率都有了长足而稳定的进步。在太平洋艦隊近期举行的5英寸（127）舰炮射击演练中，他取得的命中率高居全舰队之首。”
在此期间，卡拉汉重逢了童年的青梅竹马玛丽·托梅，两人很快坠入爱河。利用特鲁斯顿号入坞修理的空闲时间，1914年7月23日，两人在奥克兰成婚，特鲁斯顿号舰长担任见婚人。1915年10月16日，他们的独生子小丹尼尔·卡拉汉在加州阿拉米達降生。
随后的卡拉汉遭遇了军旅生涯中的第一个重大挫折：1915年7月，特鲁斯顿号在随同三艘驱逐舰执行由加州前往阿拉斯加的航海任务途中，因发动机冷凝器发生故障，被迫终止航程，海军调查委员会介入调查。委员会起初认为，卡拉汉作为特鲁斯顿号副舰长兼轮机长，未能在海军工厂领取正确型号的铜制垫圈，导致发动机损坏、军舰抛锚，构成玩忽职守。他被解除职务，移交军事法庭审判。然而随后法庭调查发现，特鲁斯顿号的冷凝器损坏乃因独特而复杂的电解现象所致，与垫圈无关；并且，卡拉汉本人对垫圈型号错误并不知情。他最终被无罪释放，并于数月后升任特鲁斯顿号上尉舰长。然而，审判带来的巨大压力还是留下了难以磨灭的印记。年仅25岁的卡拉汉，此时已是满头灰髮。

## 第一次世界大战和战间期

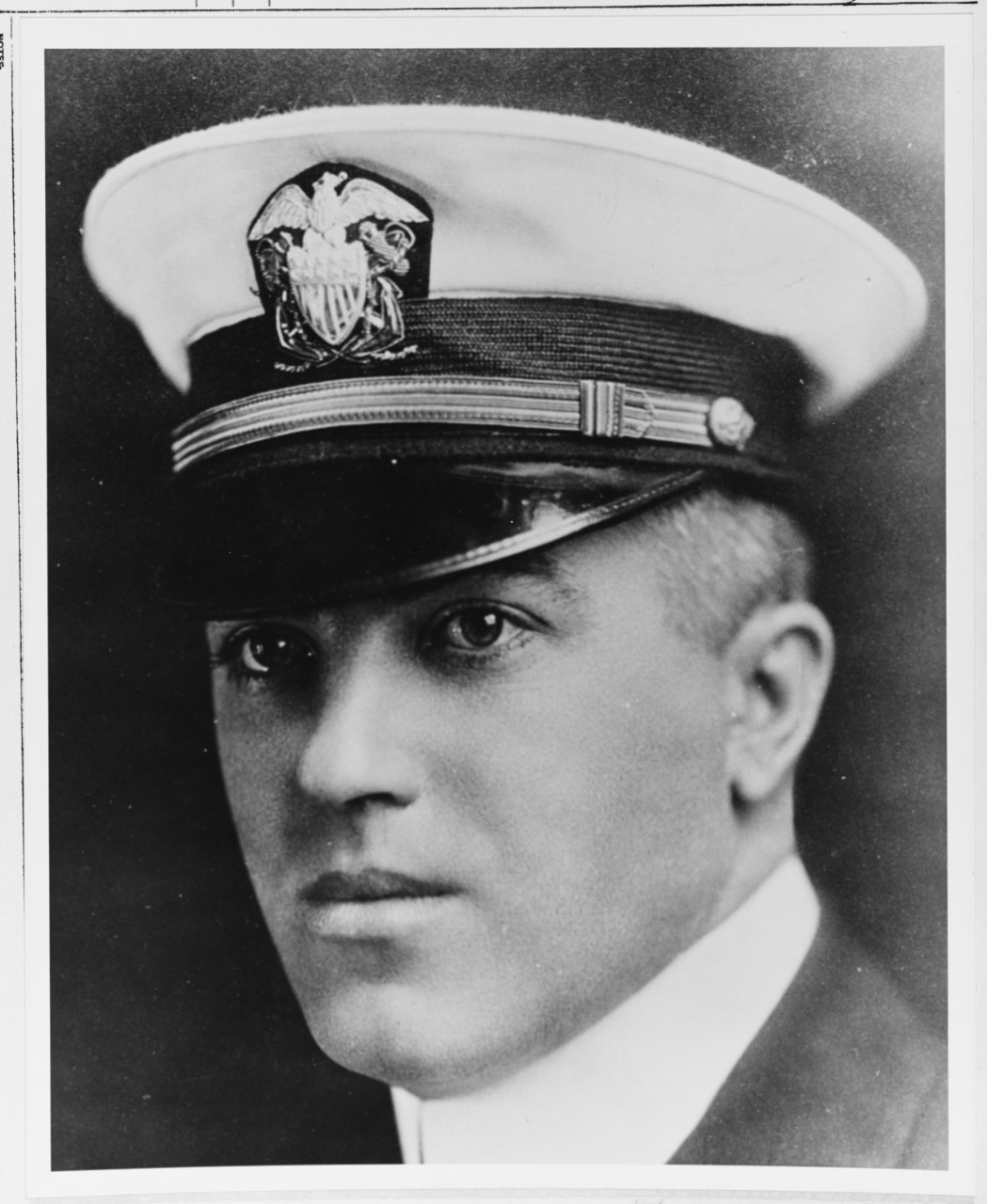
1920年代的卡拉汉

1916年11月，卡拉汉成为新奥尔良号巡洋舰的轮机长。1917年4月，美国加入第一次世界大战，卡拉汉随新奥尔良号前往大西洋，负责为纽约至地中海的运输船队护航直到战争结束。战争期间，他结识了日后改变他一生命运的医生罗斯·麦金泰尔（Ross McIntire），并且再次因一场救援行动中的突出表现而引人注目：1918年1月，一艘英国邮轮在爱尔兰以北海域触礁搁浅，新奥尔良号闻讯前来救援。当时两艘船均未配备拖曳设备，完全依赖身为轮机长的卡拉汉协调牵引工作。在风暴中，牵引钢缆曾四次连上，又四次断裂。新奥尔良号的舰长一度打算放弃，但在卡拉汉坚持继续。经过全舰官兵48小时的努力，新奥尔良号最终成功固定了两舰之间的钢缆，拖曳排水量相当于自身三倍的邮轮脱离险境，移交给北爱尔兰基地的拖船。1918年11月，康边停战协定签订，一战结束。新奥尔良号返回港口，成为和平时期海军的封存战舰。卡拉汉少校奉命前往华盛顿向海军部报道，为因停战而降级的海军士官和准尉重新分配事务。对于七年以海为家的他而言，定居华盛顿的人事工作并不理想；但也正是在此期间，他认识了富兰克林·罗斯福，当时罗斯福的职务是海军助理部长。

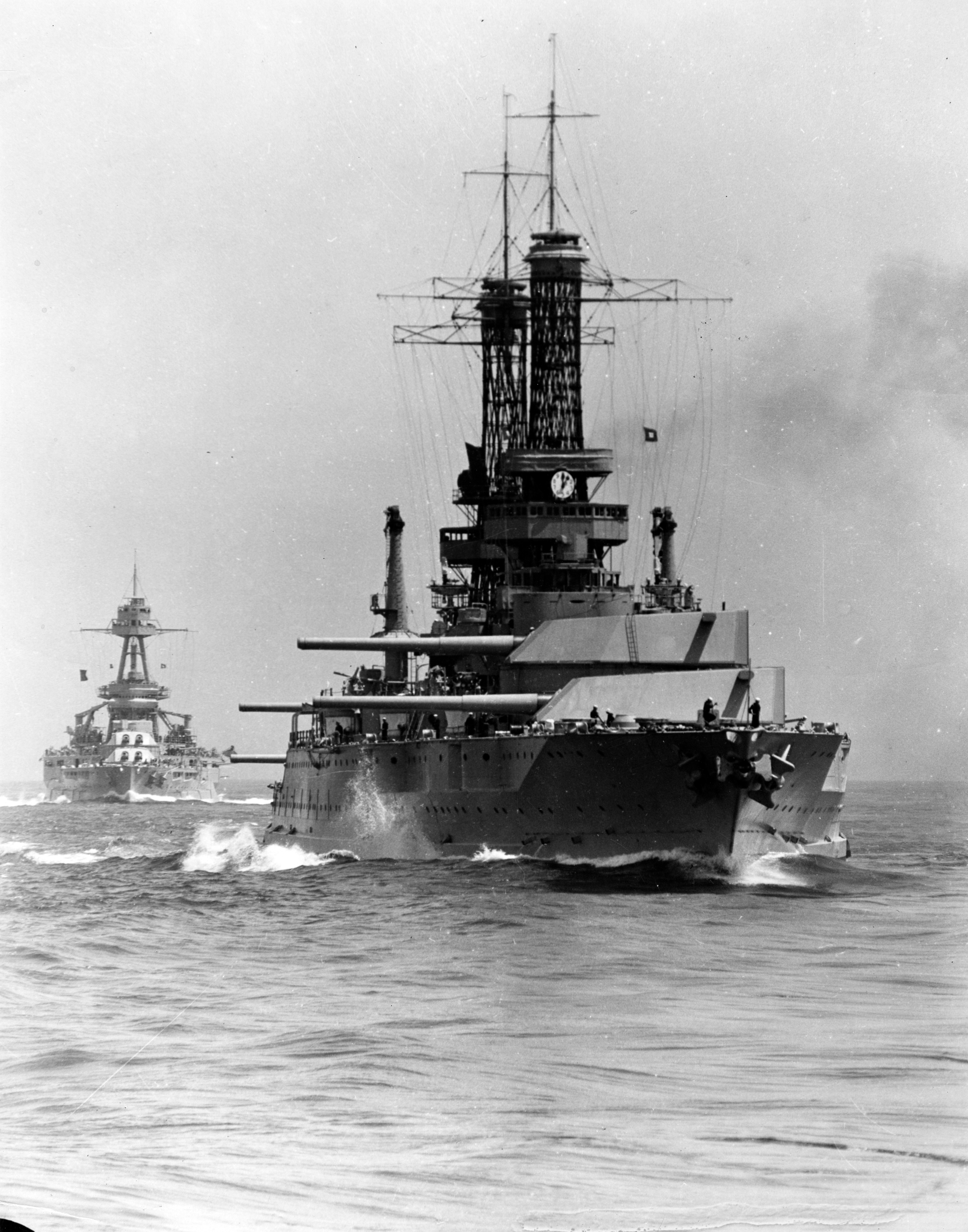
爱达荷号战列舰，摄于1930年代舰队演习期间

1920年10月，卡拉汉终于如愿以偿地调离海军部，担任新锐战列舰愛達荷號火控官，指挥该舰的副炮群。其精湛炮术和细致教导很快便让他广受年轻军官和上级爱戴。在爱达荷号上服役两年半后，卡拉汉转至位于旧金山的美国海军检验调查委员会太平洋海岸分部，负责监督西海岸造船厂驱逐舰、潜艇和辅助舰只等的设计建造工作。利用这一机会，他带家庭返回奥克兰，和妻儿度过了两年的时光。1925年5月，卡拉汉暂别检验调查委员会，调往科罗拉多号战列舰，曾随同科罗拉多号运送黄金前往澳大利亚。不久，卡拉汉受前上司爱达荷号舰长普林格举荐，改任密西西比號战列舰火控官。在任期间，他系统性地改进了密西西比号主炮的射击程序，从装填炮弹到校准弹道，从维护保养到伤员处置，全部事无巨细地予以规范化，降低了人为失误对射击精度的影响，这让他再次深受尊敬。密西西比号舰长哈特（Thomas Hart）毫不掩饰对他的好感：“对这位军官，再多溢美之词也不过分。无论整体还是细节，他均表现优异、尽职尽责。他是极为称职的炮术指挥官，我乐意推荐他担任几乎任何职位。”
卡拉汉于1928年7月离开密西西比号，重返海军检验调查委员会，参与对列克星頓號和萨拉托加号航空母舰的验收工作。两年后的1930年6月，卡拉汉转任太平洋舰队战列舰司令副官，后升为美国舰队总司令副官，并于1931年6月晋升为海军中校。随后，卡拉汉被派往位于加州大學伯克利分校的海军预备役军官训练营任主管。1936年，他担任波特兰号重巡洋舰的副舰长，并向侦察巡洋舰队司令部述职。
按照一般情况，卡拉汉将在之后的职位变动中继续晋升，但此时一个特殊的机遇不期而至。当年和卡拉汉一起在新奥尔良号巡洋舰上服役的军医罗斯·麦金泰尔，一战结束后官运亨通，于1932年起担任富兰克林·罗斯福的私人医生，他和卡拉汉一直交情甚笃。1938年，时任美国总统的罗斯福提出需要一位“饱经风浪，而非空有官架子”的军官担任他的海军事务助理，向麦金泰尔征求人选。麦金泰尔不假思索便向总统推荐了卡拉汉。罗斯福总统也想起了1919年在海军航务局与卡拉汉见面时的情景。最终，他于1938年7月顺利获得了这一职位，并于同年10月晋升为海軍上校。事实证明，由于其资深的航海和炮术阅历，卡拉汉正是罗斯福寻找的最佳人选。在之后的三年里，两人的友谊在日常的要闻汇报和战史讲解等互动中愈发深厚。与此同时，卡拉汉也积极利用这一职位推进海军装备的更新换代。在他的努力下，美国海军舰艇开始换装现代化的博福斯40毫米高射炮，二战最有效的防空武器之一。卡拉汉为罗斯福服务了三年，是罗斯福的海军事务助理中在任时间最长的。

## 第二次世界大战

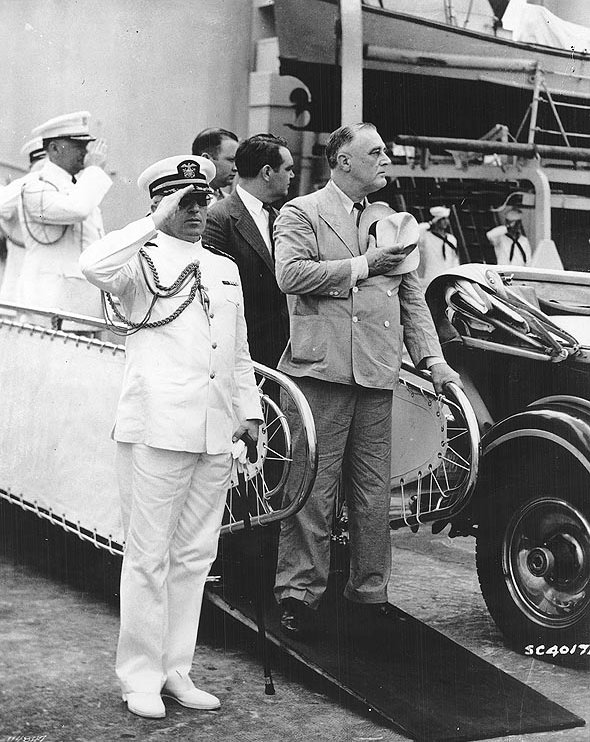
卡拉汉上校陪同罗斯福总统视察驻巴拿马运河美军，1940年2月

1941年初，鉴于日本威胁日益彰显，太平洋局势风云变幻，卡拉汉向罗斯福总统主动请缨，希望能重返一线，继续担任海上勤务。多番请求后，罗斯福最终不情愿地批准了他的申请，于1941年5月任命他为旧金山号重巡洋舰舰长，派往太平洋地区。在他的适任报告中，罗斯福附注道：“卡拉汉上校辞去海军事务助理一职，令我无限惆怅。在任期间，他在大小事务的处理方面均灵活高效，令人满意。对于海军内部及与政府其他部门关系中遇到的各种问题，他都具有独到的理解。”一如以往，卡拉汉在旧金山号上很快受到了热烈欢迎，水手们亲切地称呼他为“丹叔叔”。
1941年12月7日清晨，日军战机偷袭珍珠港。当时卡拉汉指挥的旧金山号正在珍珠港船坞内翻修，远离攻击重点战列舰大街，因此未受到损伤。太平洋战争爆发后，他于1942年4月晋升为海军少将，担任南太平洋战区司令罗伯特.戈姆利海军中将的参谋长。时任观察员的戈姆利刚刚完成对英国抗战能力的评估工作从伦敦返回。他的任务是在中途岛海战胜利的基础上，发动一系列进攻战役，收复被日军占领的一系列岛屿。这一计划最终演变为攻占所罗门群岛的瞭望塔行动，即瓜岛战役。
7月26日，法蘭克·弗萊徹中将召集约翰·麦凯恩、托马斯·金凯德、凯利.特纳、维克托·克拉奇利等海军将领在泊于科羅島的萨拉托加号航空母舰上召开参谋会议，制定登陆瓜达尔卡纳尔岛的详细作战计划。如此重要的会议，身为南太平洋战区司令的戈姆利本应出席。但他以没有时间为由，仅委派卡拉汉作为他的参谋长前往。事后证明，由于和同僚间缺乏直接沟通，戈姆利在指挥中始终表现左右掣肘。他最终因作战不力于10月18日被太平洋舰队司令尼米兹上将解职，威廉·哈尔西中将接替戈姆利任南太平洋战区司令。航母舰队出身的哈尔西在幕僚的人选上倚重航母舰队，卡拉汉只得离开参谋系统，于10月30日重新执掌旧金山号重巡洋舰指挥。为了支援海军陆战队的陆上攻势，10月31日，旧金山号作为第65特遣舰队旗舰从圣埃斯皮里图岛出发，于11月4日对盘踞在瓜岛北部科利海角的日军进行炮击。

### 第一次瓜达尔卡纳尔岛海战

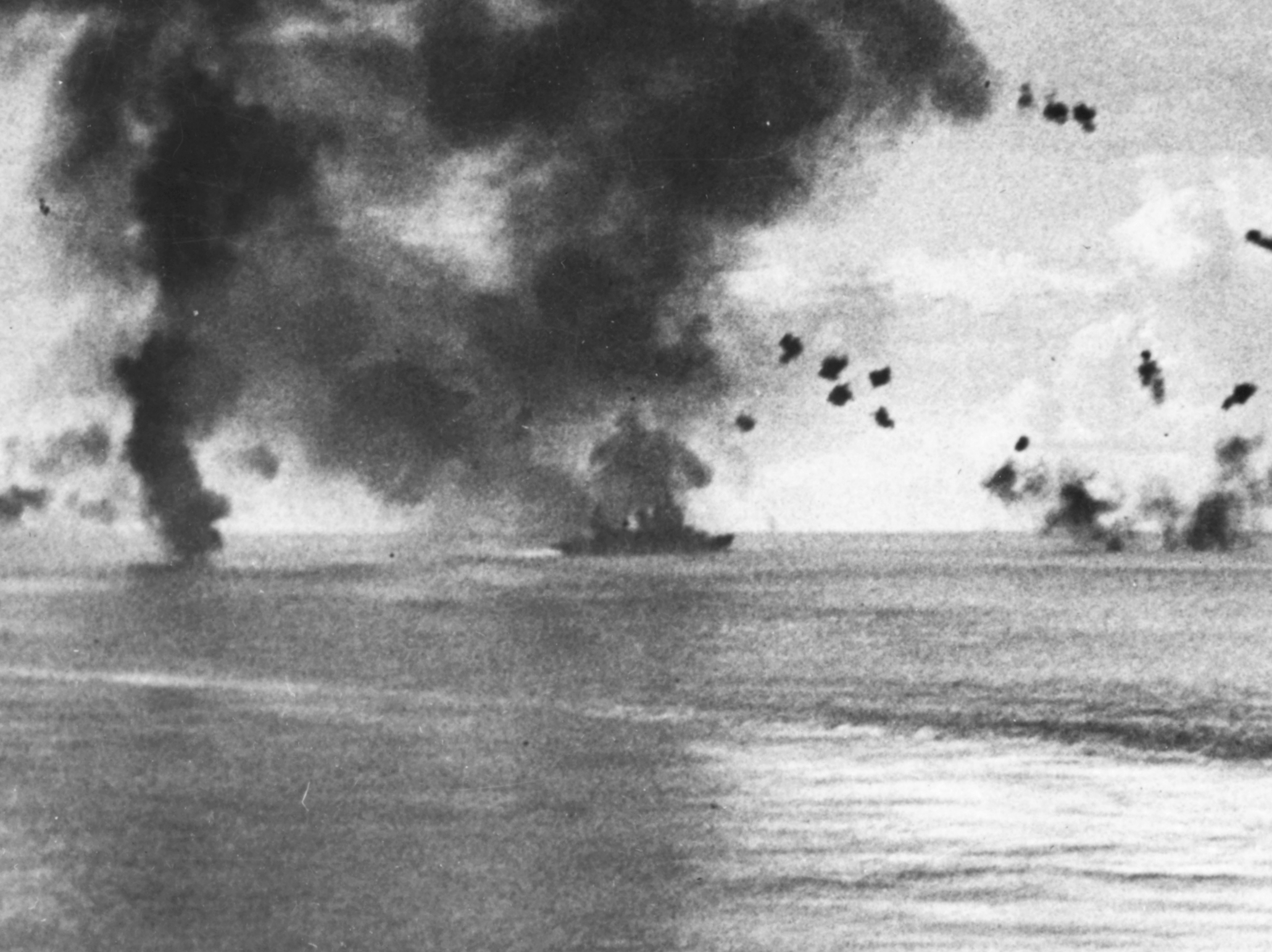
1942年11月12日下午，旧金山号重巡洋舰迎击日军空袭

进入1942年11月，瓜島戰局再次陷入僵持阶段。经过聖克魯斯海战，美日双方短时间内均再无航母可用。美军此时虽已控制瓜岛北部和亨德森机场，但无力阻止日军在夜间通过驱逐舰将兵力和补给分批输送上岛的“東京快車”行动；而日军也因为始终无法夺得制空權，又难以维持瓜岛上日军部队的给养，暂时无法发动反攻。11月8日，美军情报部门获悉日军即将再次大举进攻瓜岛。11月12日，卡拉汉奉哈尔西中将命令指挥第67特遣舰队第四支队（Task Group 67.4）和诺曼·斯科特少将指挥的第62特遣舰队第四支队（Task Group 62.4）各护航一支运输队，分别从圣埃斯皮里图岛和努美阿驶达瓜岛，抢先日军一步在瓜岛伦加海角卸下了陆军第182步兵团等共5,500人和一批给养。这两支舰队随后在下午遭到了日军16架一式陆攻和30架零式战斗机的袭击，11架一式陆攻和一架零战被击落，但其中一架一式陆攻在被击中后撞上了卡拉汉的旗舰旧金山号重巡洋舰的后火控室，造成24人阵亡、45人受伤，卡拉汉本人幸免于难。
同一时间，美军侦察机发现一支日军舰队正从所罗门群岛以北驶来。登陆总指挥特纳少将判断这支舰队可能计划趁夜炮击亨德森机场，而此时哈尔西的第16特遣舰队（下辖企業號航空母艦、華盛頓號戰列艦和南達科他號戰列艦等）离瓜岛太远难以参战。他大胆决定调动手头的TG 67.4和TG 62.4舰队，在瓜岛北方海面迎击日军舰队。但特纳对舰队指挥官的选择却颇具争议：斯科特已在海上指挥六个多月，并曾在埃斯佩兰斯海角海战成功击败过日军舰队，实战经验更丰富；而卡拉汉的指挥时间只有10月30日起的两周，尚无对日海战经验。但特纳最后却以卡拉汉晋升少将的时间比斯科特早15天为由，选择前者作为舰队司令。合并后的TG 67.4包含了TG 62.4的四艘军舰，共两艘重巡洋舰旧金山号和波特兰号、三艘轻巡洋舰亚特兰大号、海伦娜号和朱诺号以及8艘驱逐舰。卡拉汉依然选择旧金山号为旗舰，斯科特则搭乘亚特兰大号。他们面对的是日军中将阿部弘毅指挥的两艘金刚级战列舰比叡號和霧島號、一艘轻巡洋舰和11艘驱逐舰，无论在舰炮还是鱼雷敌方均具有明显优势。包括旧金山号和波特兰号舰长在内，很多美军官兵认为这一战无异于有去无回的自杀。卡拉汉的回答是冷静而坚定的：“我知道，但我们非打不可。”12日夜，特纳令卡拉汉率TG 67.4全队出击，务必阻止日军趁夜破坏亨德森机场的企图。他给卡拉汉发报：“此次敌军似乎终于准备全力摧毁仙人掌航空队……如果能给予其迎头痛击，那将远比保护我的运输船队更加意义重大。祝你好运，丹，愿上帝保佑你们，赐予你们力量。”19时15分，卡拉汉命令TG 67.4组成单纵阵：8艘驱逐舰前后各四、巡洋舰居中，以14节的航速向伦戈海峡前进，计划在午夜时分于萨沃岛海域迎击阿部舰队。

#### 交战

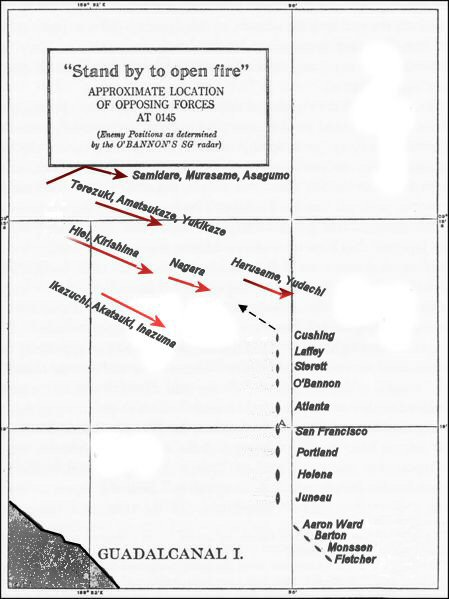
11月13日凌晨两军态势，库欣号正将美军舰队带入日军舰队正中央

瓜岛时间11月13日凌晨01时24分，装备了新型SG对海雷达的海伦娜号发现了距离27,100碼（15.4英里）远的日军舰队，比对方整整早了18分钟。但卡拉汉却错失了这一先发制人的天赐良机：他没有料到日军舰队近在咫尺，为了避免误击友军他首先下令全舰用无线电向旧金山号报告方位，浪费了12分钟时间。01时37分，他终于下令舰队向北右转，试图效仿斯科特在埃斯佩兰斯角海战的战术，抢占日舰的T字横头。此时，位于美军队首的库欣号驱逐舰突然发现日军前卫就在前方仅2,000碼（1,800）处，于是猛向左转准备发射鱼雷，后续的三艘驱逐舰和亚特兰大号为了避免相撞也跟着转舵。卡拉汉见状发报质问：“你在搞什么？”亚特兰大号舰长詹金斯（Samuel Jenkins）回答：“规避我方驱逐舰。”——如此一来，库欣号意外地把整个舰队带入了阿部舰队正中央，原本的伏击战变成了遭遇战。意识到被敌舰包围的卡拉汉下令：“奇数船向右舷开火，偶数船向左舷开火。”这在理论上确保了两舷投射火力均衡，但却完全忽视了敌舰在命令相反方向、或敌我实力过于悬殊的情况。双方随即在极近的距离上展开了激烈的白刃战，用一名美军舰长的话说，犹如“在熄了灯的酒吧裡的一场群殴”。
卡拉汉话音未落，比叡号战列舰和曉號驅逐艦就用探照灯发现了斯科特所在的亚特兰大号。亚特兰大号立刻遭到比叡号、晓号、雷號和電号的舰炮围攻，又被两发鱼雷命中轮机舱，丧失了动力。此时旧金山号刚刚用主炮击伤了夕立號驅逐艦，舰长卡辛·杨正命令向下一个目标射击。但旧金山号的射击指挥室由于视野狭窄，没有注意到失控的亚特兰大号正向自己的射界漂来。两轮8英寸（203）主炮齐射不偏不倚地击中了亚特兰大号的上层建筑，斯科特少将及其参谋死于非命。目睹这一幕悲剧的卡拉汉立刻下令停火，但他的命令却阴差阳错地传到了全舰队，引起一阵混乱。波特兰号舰长杜博斯（Laurence DuBose）发报询问：“什么鬼命令？停火？”卡拉汉回讯：“狠狠打！”、“瞄准大家伙射击！先打大家伙！”

#### 阵亡

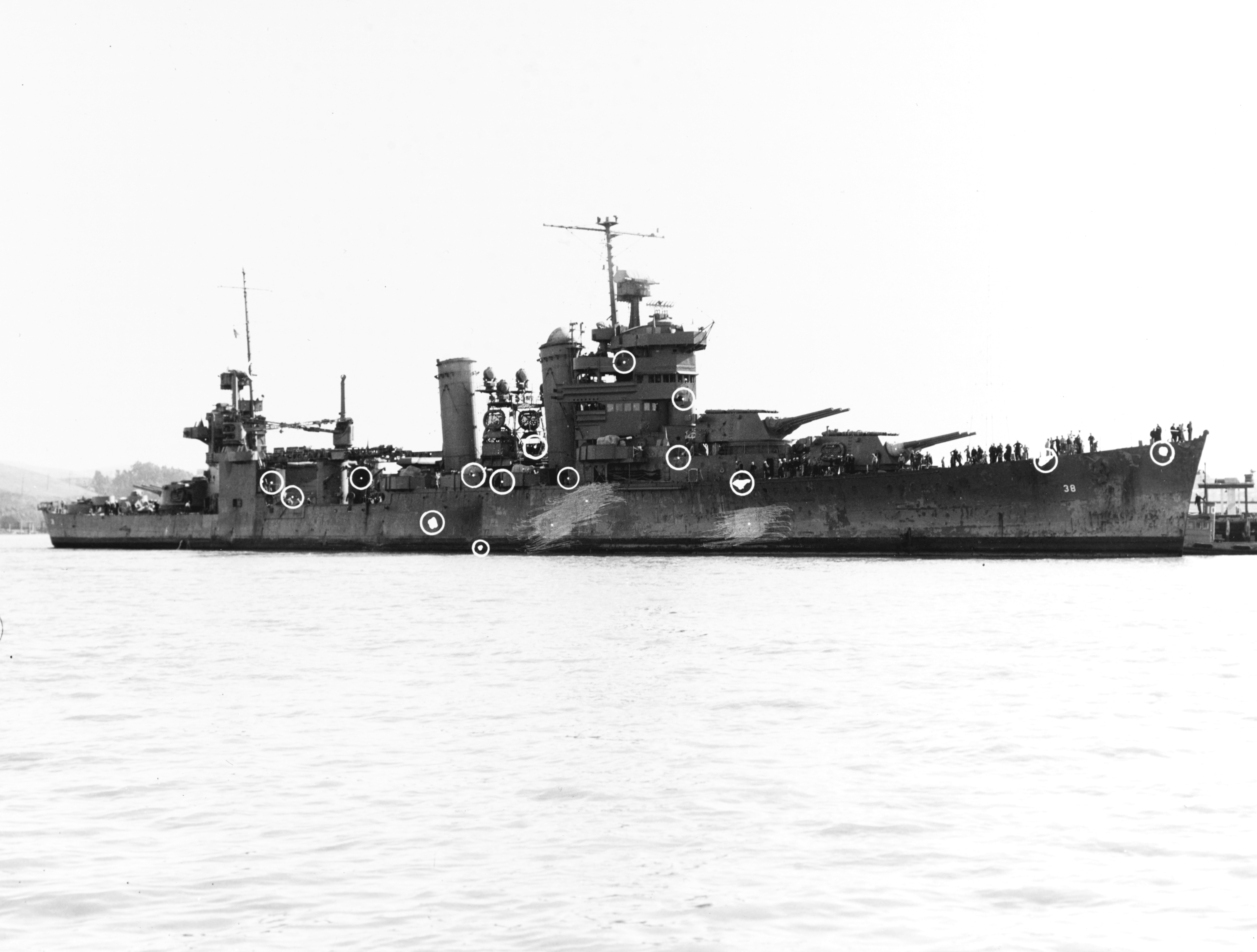
1942年12月在加利福尼亚州马雷岛海军船厂大修的旧金山号重巡洋舰，圆圈处为11月13日凌晨战斗中中弹的部位

临近子夜2时，双方的两艘旗舰旧金山号和比叡号在仅约2,500碼（2,300）的距离上交汇，展开了激烈交火。旧金山号的主炮击毁了比叡号的左舵，造成其操舵室进水。同时，比叡号也用三式烧霰彈打死了旧金山号所有裸露在外的舰员，随后改用穿甲弹猛轰其舰桥。在海伦娜号上，人们心惊胆战地目睹着这一切：“不断有人被爆炸的冲击波从旧金山号的舰桥中炸飞出来，手足在空中舞动，犹如风中的破布娃娃。”比叡号的副炮也接连命中旧金山号，其中一发打死了杨舰长，第二发直接命中舰桥上的一根钢梁，卡拉汉少将和他的幕僚除一名参谋外全部当场阵亡。暴风骤雨般的炮弹使旧金山号的高级军官死伤殆尽，年仅31岁的布鲁斯·麦坎德莱斯少校接管了指挥权。尽管当时旧金山号已累计中弹45发、火炮大半被打哑、全舰25处起火、进水达500吨，但麦坎德莱斯为了避免全军覆没，隐瞒了斯科特和卡拉汉的死讯，带领军舰再次往西重返战场。由于美军百折不挠的战斗，阿部弘毅对于在夜间继续混战失去了信心，又担心继续深入会遭到图拉吉岛美军魚雷艇的偷袭。在日军处于战术优势，旗舰比叡号未受致命伤的情况下，凌晨02时，阿部最终下令取消炮击亨德森机场的原定计划，撤回特鲁克。田中的舰队也于凌晨03时44分放弃向瓜岛运输物资的企图，返回肖特兰待命。02时26分，美军幸存的最高级军官，海伦娜号舰长胡佛上校下令向东脱离战斗，瓜达尔卡纳尔岛海战首夜的战斗以美军的战术胜利结束。战斗结束后，水兵们为卡拉汉举行了海葬。
1942年11月19日，南太平洋战区司令威廉·哈尔西晋升为海军上将。授衔仪式上，他换下象征中将的两枚三星领章，分别寄送给卡拉汉少将和斯科特少将的遗孀，表示：“我能得到这第四颗星（上将军衔），完全仰仗斯科特和卡拉汉的非凡勇气。”

#### 评价
对卡拉汉在瓜达尔卡纳尔海战中表现的评价是两极的：一方面，他成功挫败了日军11月12日至13日向瓜岛增兵的计划，击沉敌驱逐舰两艘并协助击沉了日本海军损失的第一艘战列舰比叡號，同时也为亨德森机场争取了宝贵的一天。另一方面，由于照搬了斯科特少将在埃斯佩兰斯海角海战中的战术，卡拉汉不仅重犯了许多已有的错误，甚至还放大了一部分。仅此一战，美军就损失了两艘轻巡洋舰、四艘驱逐舰、多达1,439人阵亡，他自己也成为美国海军自第二次世界大戰爆发以来阵亡的第三位将军。战役结束后，卡拉汉因其一系列的决策失误遭到了普遍批评。最大的失策在于他没有向舰队下达详细的作战方案，导致临时拼凑的TG 67.4在阵型混乱后便陷入各自为战的境地。太平洋舰队司令尼米兹上将对卡拉汉的批评还包括：
- 轻视雷达这一科技优势在战斗中的作用，既没有选择装备SG雷达的军舰作为旗舰，也没有将其部署在舰队中的有利位置；
- 机械地套用埃斯佩兰斯角海战中的单纵阵型。对于一支13艘船组成的舰队，单纵阵实在难以调度。同时，把驱逐舰部署于舰队两头使其“无端暴露在敌方火力下，且无法发动协调一致的鱼雷攻击。”（欧内斯特·金语）；
- 迷信舰炮的威力（当时美军指挥官的通病）并忽视己方驱逐舰的雷击实力，同时低估了日军的鱼雷威力。

美国海军战争学院校长威廉·派伊中将对卡拉汉的表现甚不以为然。他曾不客气地评论：“诸如‘狠狠打！’、‘瞄准大家伙射击！’之类的命令更适合拿来作报纸头条。”并声称：“如果卡拉汉在战斗中生还，等待他的将是军法调查。”不过，海军历史学家理查德·弗兰克指出，正是因为卡拉汉的这些误判，他才能歪打正着地给予阿部弘毅的神经以致命一击，而那正是日军舰队最脆弱的部分。双方犬牙交错的缠斗、自身所处的舰桥遭美舰横扫、以及参谋长的阵亡，都促使阿部作出了不理智的决断。弗兰克认为，就当时美日双方在装备和训练上的差距，倘若卡拉汉像斯科特那样照本宣科地打一场更为保守的战斗，则很有可能既无法拦截阿部对亨德森机场的攻击，也难以避免惨重的损失。是役之后，通过总结此次战斗的经验教训，美国海军采取了增设作战情报中心等改进措施，在接下来的两年中实现了低能见度环境下作战能力的突飞猛进。

## 荣誉

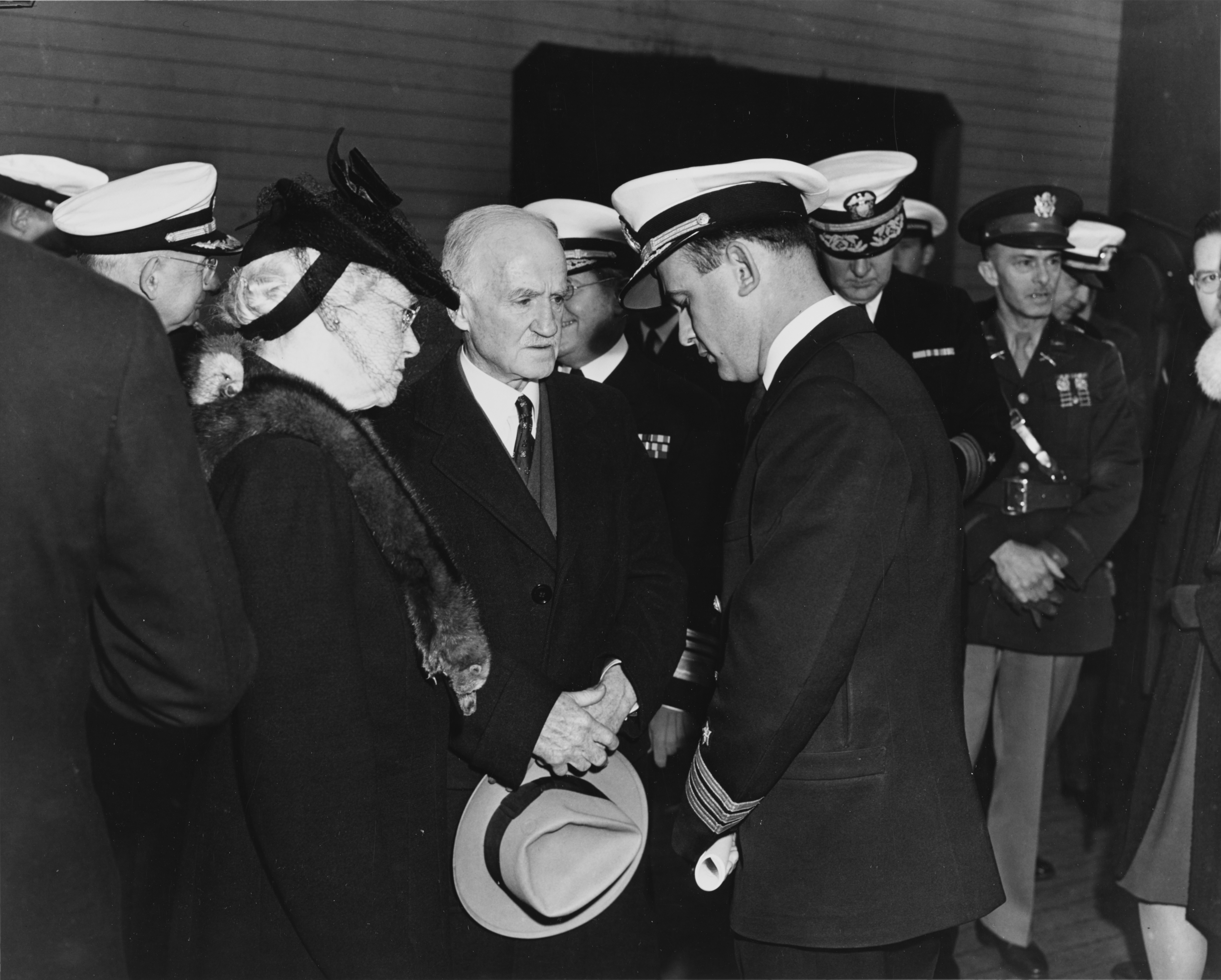
布鲁斯·麦坎德莱斯少校在榮譽勳章授勋仪式后安慰卡拉汉少将家人时的场景

瓜达尔卡纳尔海战首夜三天后的1942年11月16日，罗斯福总统得知了卡拉汉的死讯。他扼腕长叹：“我就知道，像丹那样勇敢的男子汉注定是英雄命短。我敢打赌，在他径直冲向敌人的时候，心中想的肯定是杜威和馬尼拉灣，以及我们一同讨论这些战斗的岁月。”次日，他亲自写信给卡拉汉的遗孀玛丽：“想必您一定理解我此时内心的失落。丹和我在白宮共事时相处非常融洽。我为他自豪不已，他受任司令时的喜悦，我也感同身受。在悲痛之余，我们将永远铭记一个带领舰队所向披靡的、勇敢的灵魂。”
1942年12月9日，罗斯福总统追授卡拉汉少将榮譽勳章，由其时任海军中尉的儿子，27岁的小丹尼尔·卡拉汉替父代领：
兹表彰在1942年11月12日夜至13日在萨沃岛海域对抗日军舰队时超越职责的英雄主义和大无畏精神。在敌人穷凶极恶、敌众我寡的情况下，卡拉汉少将凭借巧妙的战术技巧和精湛的舰队协调和敌人勇敢周旋，为击溃强敌舰队入侵，并最终挫败日军攻势作出了决定性贡献。面对敌方优势火力的狂轰滥炸，他坚定地指挥近距离作战，并在旗舰舰桥上牺牲。他在千钧一发之际表现出的无所畏惧的进取精神、身先士卒的领导风范和审慎睿智的先见之明集中体现了美国海军最为杰出的传统。为保卫祖国，他义无反顾地献出了自己的生命。
除荣誉勋章外，卡拉汉还被追授旧金山号总统单位嘉奖缎带和紫心勋章。在军旅生涯中，他曾先后获得过尼加拉瓜战役勋章、墨西哥服役奖章、一战胜利勋章加配护航勋扣，并准授本土防御服役奖章加配舰队勋扣、亚太战役奖章、以及二战胜利勋章。

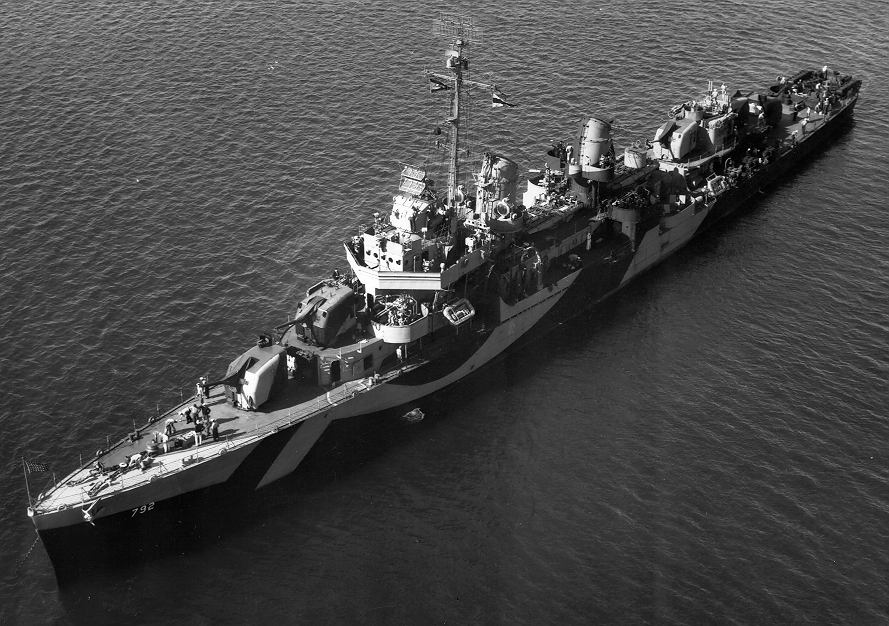
卡拉汉号驱逐舰 (DD-792)

为纪念卡拉汉，美国海军有两艘驱逐舰以他的名字命名。第一代卡拉汉号是一艘弗萊徹級驅逐艦，于1943年2月21日开工，同年11月27日竣工服役，卡拉汉的夫人主持下水仪式。该舰曾先后参与过包括塞班岛战役、天宁岛战役、菲律賓戰役、硫磺岛战役、冲绳岛战役等一系列重要战事，是一艘获得过8枚战斗之星的功勋舰。1945年7月28日，卡拉汉号在沖繩島海域遭一架神风自杀飞机撞击，爆炸沉没。该舰是美国海军在第二次世界大战中损失的最后一艘军舰。巧合的是，参与救援卡拉汉号的军舰中，有一艘正是卡辛·杨号——其名来自当年和卡拉汉一同阵亡的旧金山号舰长；第二代卡拉汉号原本是伊朗巴列维王朝于70年代向美国订购的居鲁士级驱逐舰大流士号，1978年10月23日动工。1979年伊朗伊斯兰革命爆发，订单取消，美国接收后将其继续建造完成并改名为基德级卡拉汉号，1981年8月29日建成服役，卡拉汉的孙女主持命名仪式。该舰主要部署于远东地区，曾参与过对大韓航空007號班機空難幸存者的搜救和毒品战争等行动，1998年4月退役。该舰后于2004年出售给中華民國海军，更名为苏澳号并服役至今。
卡拉汉的名字和其他三万六千余名阵亡美军一起，被镌刻在菲律宾马尼拉美军公墓牺牲将士名录碑上。美国羅德島州纽波特海军军官训练司令部（Officer Training Command）的一座礼堂、弗吉尼亚州朴次茅斯市诺福克海军造船厂的一个运动中心以及加利福尼亚州瓦列霍市的一条街道均以卡拉汉的名字命名。二战结束后，卡拉汉生前的旗舰旧金山号于1959年报废拆解，弹痕累累的舰桥现陈列于旧金山的天涯海角公园。
卡拉汉的大弟弟，比他小7岁的威廉·卡拉汉也是一名安纳波利斯海军学院出身的海军军官。其兄阵亡时，他正在尼米兹上将的参谋部任上校后勤官。1944年6月，他被任命为新型战列舰密蘇里號的首任舰长。他因在沖繩島戰役期间下令以军人礼节下葬一名撞击密苏里号的神風特攻隊飞行员而闻名。1957年以海军中将军衔退役。

### 引用
1. ↑  Murphy 1952，第6頁.
2. ↑  Murphy 1952，第20頁.
3. ↑  Murphy 1952，第32頁.
4. ↑  Murphy 1952，第34頁.
5. ↑  Murphy 1952，第39頁.
6. ↑  Murphy 1952，第36-45頁.
7. ↑  Murphy 1952，第61頁.
8. ↑  Murphy 1952，第47頁.
9. ↑  Murphy 1952，第48-50頁.
10. ↑  Murphy 1952，第52頁.
11. ↑  Murphy 1952，第56頁.
12. 1 2  Murphy 1952，第58頁.
13. ↑  Murphy 1952，第64-66頁.
14. ↑  Murphy 1952，第69頁.
15. ↑  Murphy 1952，第74頁.
16. 1 2 3 4 5  Naval Historical Center 2008.
17. ↑  Murphy 1952，第108-110頁.
18. 1 2  Axelrod & Kingston 2007，第203頁.
19. 1 2 3  Winkel 2009.
20. ↑  Murphy 1952，第152頁.
21. ↑  Hornfischer 2011，第249頁.
22. 1 2  Tucker 2011，第137頁.
23. ↑  Frank 1992，第50-52頁.
24. 1 2  Frank 1992，第54-55頁.
25. ↑  Frank 1992，第333-335頁.
26. 1 2  Hammel 1988，第106頁.
27. 1 2  Frank 1992，第433頁.
28. ↑  Frank 1992，第420頁.
29. ↑  刘怡 2011，第87頁.
30. ↑  Frank 1992，第430-432頁.
31. 1 2 3  Windward 2005，第32頁.
32. ↑  Frank 1992，第435頁.
33. ↑  Hornfischer 2011，第254頁.
34. ↑  Hornfischer 2011，第251頁.
35. ↑  Hammel 1988，第107頁.
36. 1 2 3 4 5  Lippman 1997，第54頁.
37. 1 2  刘怡 2011，第88頁.
38. 1 2  Frank 1992，第439頁.
39. ↑  Frank 1992，第441頁.
40. ↑  Frank 1992，第440頁.
41. ↑  Frank 1992，第443頁.
42. ↑  Hammel 1988，第181頁.
43. ↑  Windward 2005，第33頁.
44. ↑  Frank 1992，第444頁.
45. ↑  Frank 1992，第445頁.
46. ↑  Windward 2005，第34頁.
47. ↑  Frank 1992，第451-452頁.
48. ↑  Potter 1985，第182頁.
49. ↑  Hornfischer 2011，第335頁.
50. 1 2 3  Ballard 2017，第80頁.
51. ↑  Frank 1992，第460頁.
52. ↑  Frank 1992，第451, 460頁.
53. ↑  Hammel 1988，第394頁.
54. ↑  Murphy 1952，第203頁.
55. ↑  Murphy 1952，第204頁.
56. 1 2  The Navy Department Library 1946.
57. ↑  Callaghan (DD-792) 2016.
58. ↑  ウォーナー & ウォーナー 1982，第193-195頁.
59. ↑  Callaghan II (DDG-994) 2017.
60. ↑  Totah 2005，第34-35頁.

### 书籍
- Axelrod, Alan; Kingston, Jack A. . H W Fowler. 2007: 203. ISBN 9780816060221.
- Frank, Richard B. . New York: Penguin Group. 1992: 428-461. ISBN 978-0140165616.
- Hammel, Eric. . Pacifica Military History. 1988: 106. ISBN 9781890988197.
- Hornfischer, James D. . Bantam. 2011. ISBN 978-0-553-90807-7.
- Lippman, David H. . World War II. 1997, 11 (5): 54.
- Murphy, Francis Xavier. . New York: Vantage Press. 1952. OCLC 714715821.
- Tucker, Spencer C. (编). . ABC-CLIO. 2011: 137–138. ISBN 9781598844580.
- Potter, Elmer B. . Naval Institute Press. 1985: 182. ISBN 9780870211461.
- Windward. . 战争史研究 (内蒙古人民出版社). 2005, (11): 2-43. ISBN 720404651X.
- 刘怡. . 战争史研究 (内蒙古人民出版社). 2011, (37): 58-93. ISBN 720404651X.
- ウォーナー, デニス; ウォーナー, ペギー. . 妹尾作太男(译). 時事通信社. 1982: 193–195. ISBN 978-4788782181.

### 在线资源
- Ballard, Jeffrey A. . Saber and Scroll. 2017, 6 (1): 67-91  [2018-04-03]. （原始内容存档于2018-04-03）.
- Harry, Stephanie. . Naval History and Heritage Command. 2017  [2018-04-30]. （原始内容存档于2020-11-13）.
- Totah, Paul (编).  (PDF). Genesis IV: The Alumni Magazine of Saint Ignatius College Preparatory, Spring 2005. 2005, 42 (1): 32-34  [2018-02-18]. （原始内容 (PDF)存档于2010-06-13）.
- Winkel, Joe.  (PDF). The Potomac Association. 2009  [2018-02-18]. （原始内容存档 (PDF)于2016-06-23）.
- . Naval Historical Center. 2008-06-01  [2018-02-14]. （原始内容存档于2020-09-03）.
- The Navy Department Library. . Naval History and Heritage Command. 1946  [2018-04-30]. （原始内容存档于2020-11-13）.
- . Naval History and Heritage Command. 2016  [2018-04-30]. （原始内容存档于2020-11-13）.